# 1188 dans les croisades
Cette page regroupe les évènements concernant les Croisades qui sont survenus en 1188 :
- janvier : Philippe II, roi de France et Henri II, roi d'Angleterre prennent la croix[1].
- 3 février : Léon II d'Arménie épouse Isabelle, nièce de Sibylle, femme de Bohémond III d'Antioche[2].
- mars : Frédéric Barberousse, empereur germanique prend la croix[1].
- printemps : Baudouin d'Exeter, archevêque de Canterbury prêche la Croisade[1].
- juillet : Saladin échoue à prendre le Krak des Chevaliers, mais prend Tortose., puis est battu par les Hospitalier à Valania (comté de Tripoli)[1].
- juillet : Saladin libère Guy de Lusignan, prisonnier depuis la bataille de Hattin, espérant que la médiocrité de ce dernier neutralise l'efficacité de Conrad de Montferrat[3].
- 29 juillet : Saladin prend Saone (principauté d'Antioche)[1].
- juillet : Saladin prend les ports de Djabala et de Lattakié (principauté d'Antioche)[4].
- 12 août : Saladin prend Bourzey (principauté d'Antioche)[1].
- 23 août : Saladin prend Bakas Shork (principauté d'Antioche)[1].
- 16 septembre : Saladin prend Trapesac (principauté d'Antioche)[1].
- 26 septembre : Saladin prend Gaston (principauté d'Antioche)[1].
- Conrad de Montferrat refuse à Guy de Lusignan l'éntrée dans Tyr[3].
- mort de Thomas d'Ibelin, seigneur de Rama[5].